# ミミヨリーナ
ミミヨリーナは、2000年4月3日から2002年9月29日まで、テレビ東京で放送されていた10分間（または5分間）の情報番組。

## 概要
テレビ東京のテレビ番組、コンサートなどの音楽情報、演劇、映画など、その時に一押しとしていた各種情報を紹介していた番組。その情報VTRの合間に出演するレギュラー出演者は女性タレントが起用されていた。レギュラー出演者が複数いる時は、主に週ごとに交替で一人ずつ出演していたが、二人で出演していた時もあった。
2001年当時は、収録は主に東京・原宿の竹下通り沿いに有ったテレビ東京直営の店舗「アンテニュール」（現在は閉店）で収録され、「アンテニュール情報」も合わせて放送されていた。2001年8月には、当時のレギュラーの三人が共演し、神奈川県鎌倉市の材木座海岸でロケが行われた。
放送時間は一日の中に午前中と深夜帯の二枠が存在し、午前中は9:30から（2000年10月からは9:50から）の放送で月曜日から金曜日まで、深夜帯は曜日によって放送時間が違っていた場合があり、こちらは月曜日から日曜日まで毎日放送されていた（但し2001年4月から6か月間は、日曜日の放送が無かった）。また2001年4月から9月までと、2002年4月から9月までは土曜日の午前6時台に本番組の枠が設けられていた。

## レギュラー出演者
- 来栖あつこ （2000年4月 - 2001年3月）
- 皆川奈美 （2001年4月 - 2002年3月）
- 五十嵐恵 （2001年4月 - 2002年3月）
- 建みさと （2001年7月 - 2002年3月）
- 久保恵子 （2002年4月 - 2002年9月）
- ナレーター： 田丸楓

## 放送時間
※基本的に設定されていた放送時間。特別番組放送などによって時間が変動する場合が有り、編成の事情によっては休止になった日があった。

### 午前中
- 月-金曜日： 9:30 - 9:40（2000年4月 - 2000年9月）→ 9:50 - 10:00 （2000年10月 - 2002年9月）
- 土曜日： 6:45～6:50（2001年4月～9月）、6:10～6:20（2002年4月～9月）

### 深夜帯
- 月-水曜日： 26:15 - 26:25（2000年4月 - 2002年3月）→ 26:25 - 26:35（2002年4月 - 2002年9月）
- 木曜日： 25:45 - 25:55（2000年4月 - 2002年3月）→ 25:55 - 26:05（2002年4月 - 2002年9月）
- 金曜日： 27:00 - 27:10（2000年4月 - 2002年3月）→ 26:55 - 27:05（2002年4月 - 2002年9月）
- 土曜日： 26:55 - 27:05（2000年4月 - 2002年3月）→ 27:35 - 27:45（2002年4月 - 2002年9月）
- 日曜日： 25:45 - 25:55（2000年4月 - 2001年3月）、26:15 - 26:25（2001年10月 - 2002年3月）→ 26:00～26:10（2002年4月 - 2002年9月）

## エンディングテーマ
- Child Prey / Dir en grey

| テレビ東京 午前9時台及び深夜帯の10分情報番組枠 | テレビ東京 午前9時台及び深夜帯の10分情報番組枠 | テレビ東京 午前9時台及び深夜帯の10分情報番組枠 |
| 前番組                                         | 番組名                                         | 次番組                                         |
| ---------------------------------------------- | ---------------------------------------------- | ---------------------------------------------- |
| 遊惑星GREAT                                    | ミミヨリーナ                                   | たまて箱                                       |